# Manwoldae
Manwoldae (만월대; 滿月臺 Mãn Nguyệt đài) là cung điện chính của triều đại Cao Ly (918-1392). Nó không có tên chính thức như Gyeongbokgung (cung điện chính của nhà Triều Tiên) vì nó là một cung điện hoàng gia giống như các cung điện khác của Trung Quốc. Nó nằm tại kinh đô Kaesong của Cao Ly đã từng trải qua những trận hỏa hoạn vào các năm 1011, 1126, 1171, 1225 và 1362. Tên "Manwoldae" được đặt cho những tàn tích của cung điện trong suốt 14 hoặc 15 của thời kỳ nhà Triều Tiên.

## Lịch sử
Cung điện bắt đầu được xây dựng vào năm 919, đầu triều đại Cao Ly. Nó được xây dựng ở phía nam của dãy núi Songak với phong thủy tốt. Cung điện được chia thành hai phần lớn là Kungsŏng (Cung thành) nơi vua và hoàng thân sinh sống, Hwangsŏng (Hoàng thành) nơi diễn ra các công việc triều chính. Các tòa nhà lớn gồm điện Trường Hòa, điện Nguyên Đức là nơi có các đền thờ nhưng ấn tượng nhất phải kể đến Điện Hội Khánh là nơi đặt ngai vàng. Khu phức hợp của cung điện cũng bao gồm một tháp thiên văn bằng đá được gọi là Đài chiêm tinh Kaesong được sử dụng bởi các nhà chiêm tinh hoàng gia. Cung điện bị thiêu rụi vào năm 1361 trong Cuộc xâm lược Cao Ly của Quân Khăn Đỏ đã cướp phá thành phố Kaesong và buộc nhà vua phải tạm thời chạy trốn khỏi Andong. Các ghi chép đương đại mô tả cung điện chứa các tòa nhà có tỷ lệ khổng lồ tương tự như kích thước các tòa nhà được tìm thấy trong Tử Cấm Thành.